# 黄龙 (贵州)
黄龙（？—1454年），明朝景泰年间苗族起事首领，四川草塘（今贵州省瓮安县）人。
景泰三年（1452年）二月，他和与苗族同乡韦保率领草塘、江渡等地的苗族百姓反明起事。攻打播州西坪、黄滩（其地在今贵州遵义市）等地屯营，联合贵州臻剖、五岔等地苗民，对抗明军。明朝贵州提督蒋琳、总兵官都督方瑛等将领率领贵州、四川官军和土司兵一起清剿苗族起事根据地沧山寨。黄龙派自己的叔父黄定千据守水坪大寨，反击明军。景泰五年（1454年）六月，黄龙与韦保一起被明军俘获，械送京师后处决。